# كيم فوبز آيكسون
كيم فوبز آيكسون (بالدنماركية: Kim Fupz Aakeson) (و. 1958  م) هو كاتب سيناريو، ومؤلف، ورسام توضيحي، وكاتب دنماركي، ولد في كوبنهاغن.

## التعليم
تعلم في National Film School of Denmark ‏.

## جوائز
حصل على جوائز منها:
- جائزة المنافسة العامة  [لغات أخرى]‏ (1946)
- قائد الفنون والآداب

## وصلات خارجية
- كيم فوبز آيكسون على موقع IMDb (الإنجليزية)
- كيم فوبز آيكسون على موقع قاعدة بيانات الأفلام العربية
- كيم فوبز آيكسون على موقع ألو سيني (الفرنسية)
- كيم فوبز آيكسون على موقع ميوزك برينز (الإنجليزية)
- كيم فوبز آيكسون على موقع أول موفي (الإنجليزية)
- كيم فوبز آيكسون على موقع قاعدة بيانات الأفلام السويدية (السويدية)
- كيم فوبز آيكسون على موقع قاعدة بيانات الفيلم (الإنجليزية)
- كيم فوبز آيكسون على موقع كينوبويسك (الروسية)